# ファーラー・パーク駅
ファーラー・パーク駅（NE8:Farrer Park MRT Station）は、シンガポールにある、MRT北東線の地下駅。

## 駅構造
島式1面2線のホームを持つ駅。
| A | ■北東線 | ハーバー・フロント方面 |
| B | ■北東線 | プンゴル方面           |

## 歴史
- 2003年6月20日 開業

## 駅周辺
- シティ・スクウェア・モール
  - アディダス
  - 牛角
  - QBハウス
  - 元気寿司
  - ケンタッキー・フライド・チキン
  - サイゼリヤ
  - サブウェイ
  - すき家
  - スターバックス
  - ダイソー
  - ダンキンドーナツ
  - 鼎泰豊
  - トイザらス
  - DON DON DONKI シティスクウェアモール店（2019年1月11日オープン[1])
  - プーマ
  - マクドナルド
  - モスバーガー
  - ユニクロ
  - リーバイス
  - ワトソンズ